# Oleksandrivka (Bilhorod-Dnistrovskyi)
Oleksandrivka  (ucraniano: Олександрівка) es un pueblo del Raión de Bilhorod-Dnistrovskyi en el Óblast de Odesa de Ucrania. Según el censo de 2001, tiene una población de 1834 habitantes.